# 列什蒂
45°48′24″N 27°30′33″E / 45.80667°N 27.50917°E
列什蒂是罗马尼亚加拉茨县的一个镇，位于該國東部锡雷特河和伯尔拉德河的交汇处，面積89平方公里，海拔高度27米，2007年人口11,046，人口密度每平方公里124人。